# 무라트 4세
무라드 4세(오스만 튀르크어: مراد رابع Murād-ı Rābiʿ, 튀르키예어: Murad IV; 1612년 7월 27일 ~ 1640년 2월 8일)는 아흐마드 1세의 5번째 아들이자 오스만 제국의 17번째 통치자(재위: 1623년9월 10일 ~ 1640년2월 8일)였다. 오스만 2세 사후 각지의 봉기로 혼란에 빠진 상황에서 즉위한 무라드 4세는 실권을 거의 가지지 못했었다. 그러나 무라드는 1632년에 정권을 장악하는데 성공한 뒤 반란 세력을 일소했고, 이후 압바스 대제에게 상실한 이라크를 탈환하는데 성공했다. 그런 한편 보수적인 개혁을 통해 오스만 제국의 체제를 다졌다. 무라드의 뒤는 동생인 이브라힘 1세가 이었다.

## 생애
무라드는 1612년 7월 27일, 이스탄불에서 태어났다. 아버지는 아흐마드 1세였고, 어머니는 마흐페이케르 쾨셈 술탄이었다. 황자 시절에 대해서는 기록이 거의 존재하지 않는다. 다만 오스만 2세의 시대에 한차례 처형당할 위기를 겪었다고 전해진다.

## 참고 문헌
1. ↑  Streusand, Douglas E. (2010). 《Islamic Gunpowder Empires: Ottomans, Safavids, and Mughals》. Westview Press. 55~56쪽. ISBN 9780813391946.
2. ↑  Yılmazer, Ziya (2006). “Murad IV, i.”. 《İslâm Ansiklopedisi》. Türkiye Diyanet Vakfı. 2019년 6월 20일에 확인함.